# Alouette cendrille
Calandrella cinerea
Pour les articles homonymes, voir Myrmidon.
Espèce
Répartition géographique
Statut de conservation UICN

 LC  : Préoccupation mineure
L'Alouette cendrille (Calandrella cinerea) est une espèce de passereaux de la famille des Alaudidae.
Cet oiseau fréquente les milieux d'herbage peu élevé d'Afrique subsaharienne.

## Liste des sous-espèces
Selon BioLib (3 août 2023) :
- sous-espèce Calandrella cinerea cinerea (Gmelin, 1789)
- sous-espèce Calandrella cinerea millardi Paterson, 1958
- sous-espèce Calandrella cinerea rufipecta Stervander, Hansson, Olsson, Hulme, Ottosson & Alström, 2020
- sous-espèce Calandrella cinerea saturatior Reichenow, 1904
- sous-espèce Calandrella cinerea spleniata (Strickland, 1853)
- sous-espèce Calandrella cinerea williamsi Clancey, 1952

Selon NCBI (3 août 2023) :
- sous-espèce Calandrella cinerea alluvia Clancey, 1971
- sous-espèce Calandrella cinerea cinerea (Gmelin, JF, 1789)
- sous-espèce Calandrella cinerea fulvida
- sous-espèce Calandrella cinerea millardi Paterson, 1958
- sous-espèce Calandrella cinerea niveni (Macdonald, 1952)
- sous-espèce Calandrella cinerea saturatior
- sous-espèce Calandrella cinerea spleniata Alauda spleniata Strickland, 1853
- sous-espèce Calandrella cinerea williamsi Clancey, 1952